# Collision (série télévisée)
Pour les articles homonymes, voir Collision (homonymie).
Collision, est une mini-série télévisée dramatique-thriller britannique en cinq parties de 55 minutes diffusée en novembre 2009 sur la chaîne ITV. Elle a également été diffusée sur la chaîne PBS aux États-Unis comme une série en deux parties.
Collision est sorti en DVD au Royaume-Uni, aux États-Unis et au Canada en version courte et longue. Néanmoins, elle reste inédite dans les pays francophones.

## Synopsis
Série britannique avec en vedette Douglas Henshall dans le rôle du détective de police D.I. John Tolin, qui enquête sur un accident de la route. Il se retrouvera alors entraîné dans les univers sombres de la dissimulation gouvernementale, de la contrebande et du meurtre.
La série raconte l'histoire d'un groupe d'étrangers dont la vie devient difficile à la suite d'un accident de voiture grave. L'accident ouvre un certain nombre de révélations surprenantes : détournement de fonds, assassinats, etc.
La série est ouverte avec un certain nombre de questions non résolues ; ailleurs, l'histoire est apparemment classée d'une manière méta texte…[Quoi ?]

## Distribution
- Douglas Henshall : DI John Tolin
- Kate Ashfield : Insp Ann Stallwood
- Paul McGann : Richard Reeves
- Lucy Griffiths : Jane Tarrant
- Phil Davis : Brian Edwards
- Jan Francis : Christine Edwards
- Sylvia Syms : Joyce Thompson
- Dean Lennox Kelly (en) : Danny Rampton
- Craig Kelly : Jeffrey Rampton
- Zoe Telford : Sandra Rampton
- Claire Rushbrook : Karen Donnelly
- David Bamber : Sidney Norris
- Colin McFarlane : Bill Jackson
- Lenora Crichlow : Alice Jackson
- Matt Ryan : Dave Brown
- Nicholas Farrell : Guy Pearson

### Sources
- (en) Cet article est partiellement ou en totalité issu de l’article de Wikipédia en anglais intitulé « Collision (TV series) » (voir la liste des auteurs).